# Zemianske Kostoľany
Zemianske Kostoľany – wieś (obec) w powiecie Prievidza w kraju trenczyńskim w zachodniej Słowacji. Liczy 1749 mieszkańców (2016 r.). Powierzchnia 12,77 km², z czego ziemie orne 3,05 km², łąki i pastwiska 2,36 km², lasy 2,53 km², tereny zabudowane 1,43 km².

## Położenie
Wieś leży w dolnej części Kotliny Górnonitrzańskiej, u podnóży Gór Strażowskich w miejscu, w którym Lazný potok uchodzi (jako lewobrzeżny dopływ) do Nitry. Położona jest ok. 4 km na południe od miasta Nováky i ok. 12 km na południowy zachód od powiatowej Prievidzy. Centrum miejscowości leży na wysokości 236 m n.p.m.

## Historia
Pierwsza wzmianka pisemna o wsi Coztulan pochodzi z roku 1331, jednak Dolné Lelovce (dawniej samodzielna wieś, włączona do Kostoľan w 1937 r.) były wzmiankowane (jako Leleuch) już w roku 1232. Z wsią związana jest szlachecka rodzina Kostolányi, którzy w XV w. przybyli tu z Hrádku, a w roku 1600 wznieśli tu swój kasztel. W 1601 r. było w Kostoľanach 55 gospodarstw, z czego 27 szlacheckich, wszystkie były własnością Kostolányich. Od ich nazwiska poszła nazwa wsi. Ród przeszedł na luteranizm i wybudował we wsi artykularny kościół ewangelicki, poświęcony w 1736 r. Dolné Lelovce należały do rodziny Tarnóczych.
Spis z roku 1828 stwierdzał we wsi 73 domy, w których żyło 502 mieszkańców. Zajmowali się oni rolnictwem, hodowlą i różnymi wiejskimi rzemiosłami. Szybszy rozwój wsi zaczął się w okresie międzywojennym, kiedy na drugim brzegu Nitry rozpoczęto budowę obiektów wojskowych, w których utrzymywana była stała załoga (słow. Vojenský technický chemický ústav, sklad delostreleckého streliva a pohonných hmôt). W czasie II wojny światowej załoga ta, pod dowództwem kpt. A. Weinholda, od 1944 r. współpracowała z ruchem oporu, zaopatrując oddziały partyzanckie w broń, amunicję i wyposażenie. Pod koniec sierpnia 1944 r. załoga podjęła jednomyślnie decyzję o przyłączeniu się w całości do Słowackiego Powstania Narodowego i następnie stanowiła jądro sił broniących Kotliny Górnonitrzańskiej.
Po zajęciu miejscowości 10 września 1944 r. przez niemieckich okupantów ofiarami ich terroru padły we wsi 73 osoby. Monumentalny pomnik i dwa mniejsze obeliski upamiętniają śmierć łącznie 171 osób, które poległy w walkach lub zostały zamordowane przez faszystów.
Największym impulsem rozwojowym miejscowości była decyzja o budowie w niej dużej elektrowni cieplnej, spalającej węgiel brunatny i lignit, wydobywane w pobliskich kopalniach. Drugim dużym zakładem produkcyjnym został „Pórobetón”, wykorzystujący popioły z elektrowni do produkcji materiałów budowlanych (w latach 70. i 80. ub. wieku największy wytwórca w całej Czechosłowacji). Powstały bloki mieszkalne i osiedla nowych domów jednorodzinnych, szkoła, kryta pływalnia, placówki handlowe itd. Liczba mieszkańców wzrosła wówczas do ok. 2000.

## Zabytki
- Kościół katolicki pw. św. Jana Chrzciciela. Wczesnobarokowy z lat 1699–1701. Murowany, jednonawowy, z wielobocznie zamkniętym prezbiterium, do którego dobudowana jest zakrystia i wieżą na osi. Wyposażenie wnętrza barokowe z XVIII w. Ołtarz główny z roku 1713 z figurą św. Jana Chrzciciela. Ołtarz boczny Wniebowzięcia NMP z ok. 1700 r. Ambona z 1752 r., ozdobiona figurą Dobrego Pasterza i rzeźbami czterech aniołów. Kamienna chrzcielnica z roku 1730. Kościół otoczony jest kamiennym murem obronnym z małymi, narożnymi wieżyczkami[6].
- Kościół katolicki w Dolnych Lelovcach. Pierwotnie gotycki z wątkami romańskimi, przebudowany w stylu renesansowym. Obecnie nieużywany, popada w ruinę. Przy nim pozostałości niezidentyfikowanej budowli średniowiecznej.
- Kościół ewangelicki, barokowy, z 1736 r. Obok kościoła murowana dzwonnica z końca XVIII w. z dachem krytym gontem[6].
- Dwór obronny (kasztel) z ok. 1600 r., zbudowany na starszych fundamentach, później kilkakrotnie przebudowywany. Murowany, dwukondygnacyjny, renesansowy. Pierwotnie czworoboczny, czterowieżowy, otoczony murem obronnym, obecnie zachowana „połówka” z dwoma wieżami.
- Kasztel murowany z I poł. XVII w. Renesansowy, czworoboczny, z okrągłymi narożnymi alkierzami. Przebudowany w końcu XIX w., po II wojnie przebudowany i adaptowany na przedszkole.
- Kasztel murowany z 1727 r., późnobarokowy, przebudowany w 1815 r. w stylu empire, później adaptowany na szkołę.
- Trzy dwory drobnej szlachty zagrodowej z XVII-XVIII w. (późnorenesansowy oraz dwa barokowo-klasycystyczne), częściowo przebudowane w XIX i XX w.
- Spichlerz, pierwotnie renesansowy budynek mieszkalny z 1580 r.